# Station Etchingham
Etchingham is een spoorwegstation van National Rail in Etchingham, Rother in Engeland. Het station is eigendom van Network Rail en wordt beheerd door Southeastern. 